# Prisma (Geometrie)

Ein Prisma mit einem Sechseck als Grundfläche

Ein Prisma (Mehrzahl: Prismen) ist ein geometrischer Körper, der durch Parallelverschiebung eines ebenen Polygons in eine Richtung entsteht, die nicht in der Ebene des Polygons liegt. Man spricht auch von einer Extrusion des Vielecks. Ein Prisma ist damit ein spezielles Polyeder.
Das gegebene Polygon wird als Grundfläche bezeichnet, die gegenüberliegende Seitenfläche als Deckfläche. Die Gesamtheit aller übrigen Seitenflächen heißt Mantelfläche. Die Seitenkanten des Prismas, die Grundfläche und Deckfläche verbinden, sind zueinander parallel und alle gleich lang. Grundfläche und Deckfläche sind zueinander kongruent und parallel. Der Abstand zwischen Grundfläche und Deckfläche heißt Höhe des Prismas.

## Gerades und schiefes Prisma

A: gerades Prisma; B: schiefes Prisma

Spezialfall eines schiefen Prismas: Parallelepiped, hier sogar ein Rhomboeder

Erfolgt die Parallelverschiebung des Polygons senkrecht zur Grundfläche, spricht man von einem geraden Prisma, ansonsten von einem schiefen Prisma. Die Mantelfläche eines geraden Prismas besteht aus Rechtecken, im allgemeinen Fall besteht sie aus Parallelogrammen.
Der zu einem geraden Prisma duale Körper ist eine Doppelpyramide.

## Reguläres Prisma
Ein gerades Prisma mit einem regelmäßigen Vieleck als Grundfläche wird als reguläres Prisma bezeichnet. Alle regulären Prismen besitzen eine Umkugel, weil alle Ecken gleich weit vom Mittelpunkt entfernt sind. Der Würfel ist das einzige gleichseitige Prisma mit einer Inkugel.

dreieckiges Prisma
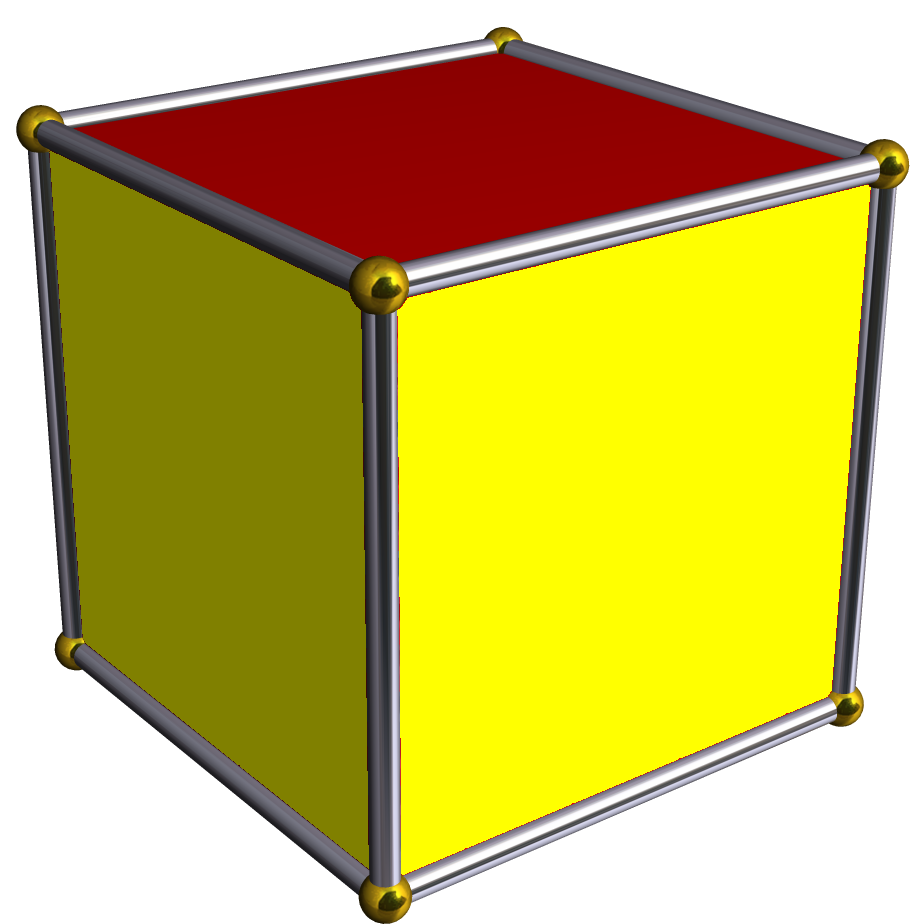
viereckiges Prisma
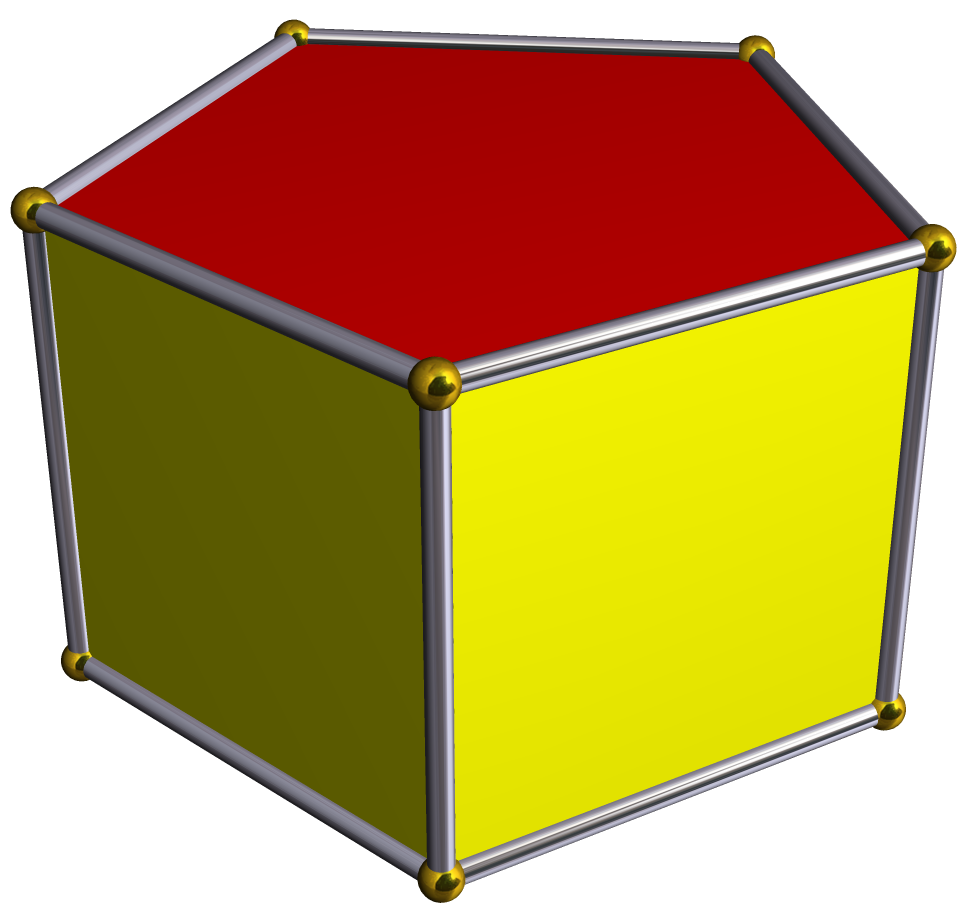
fünfeckiges Prisma
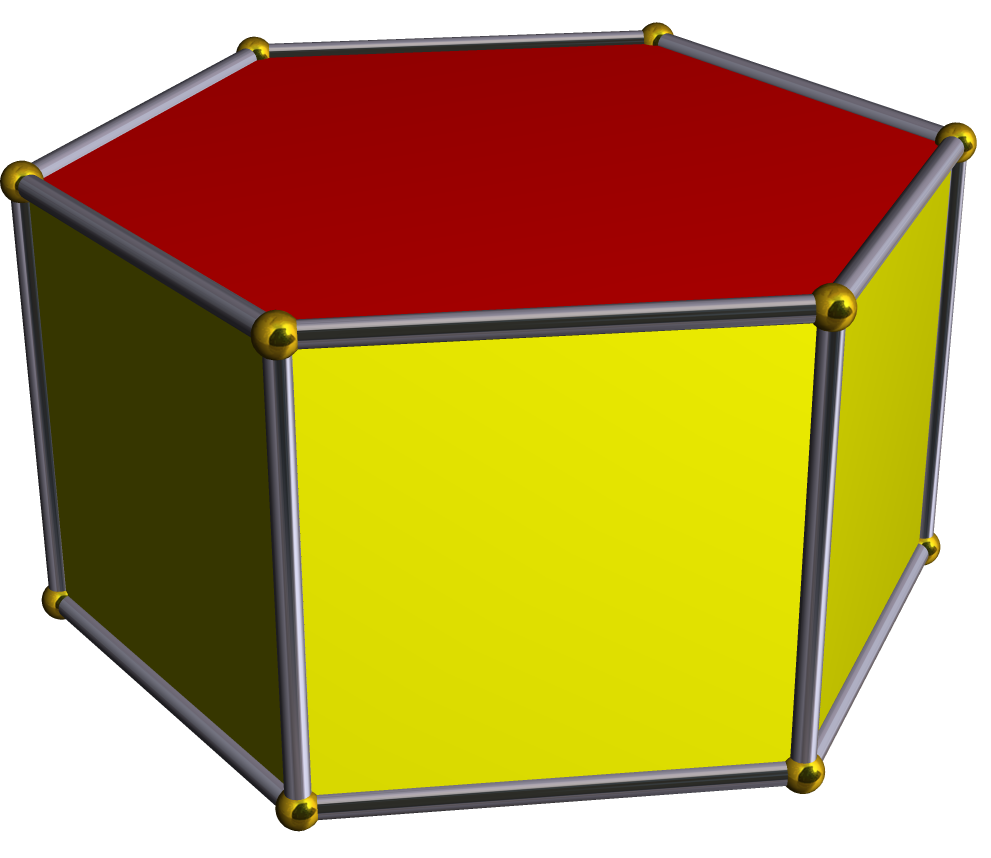
sechseckiges Prisma
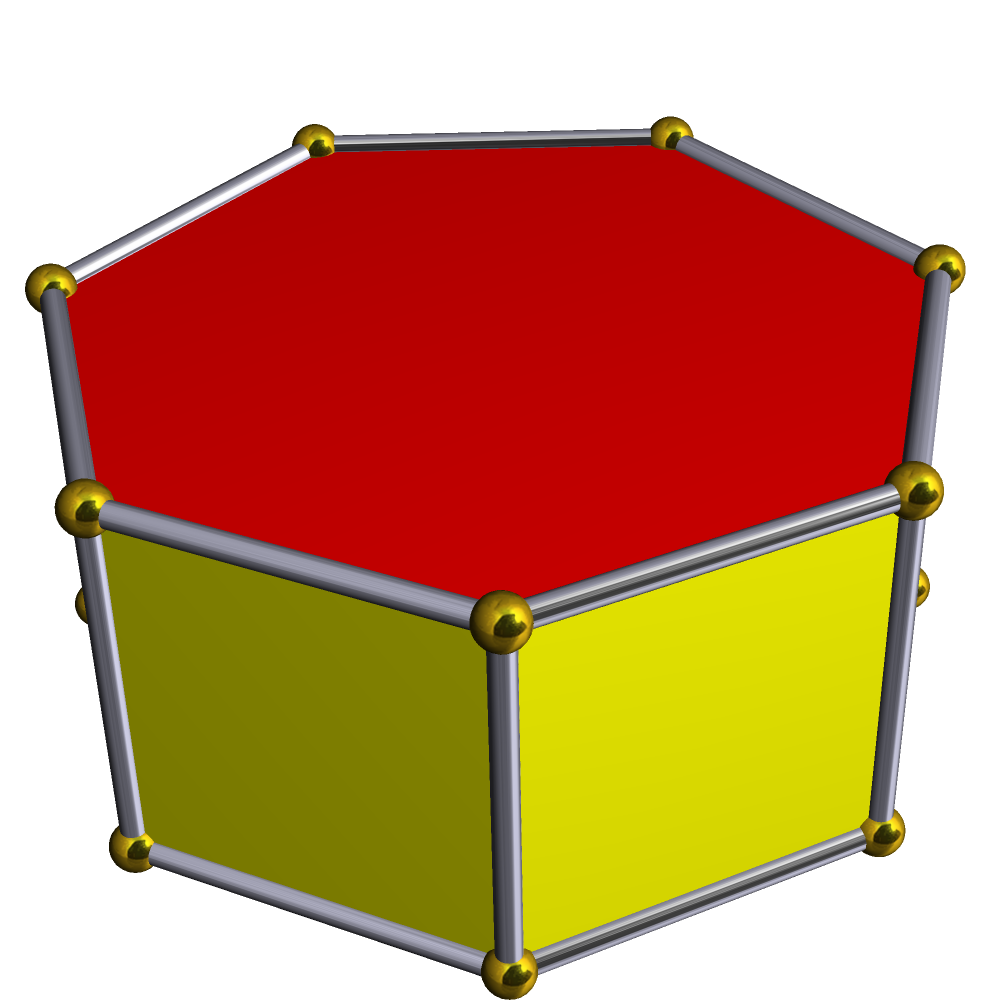
siebeneckiges Prisma
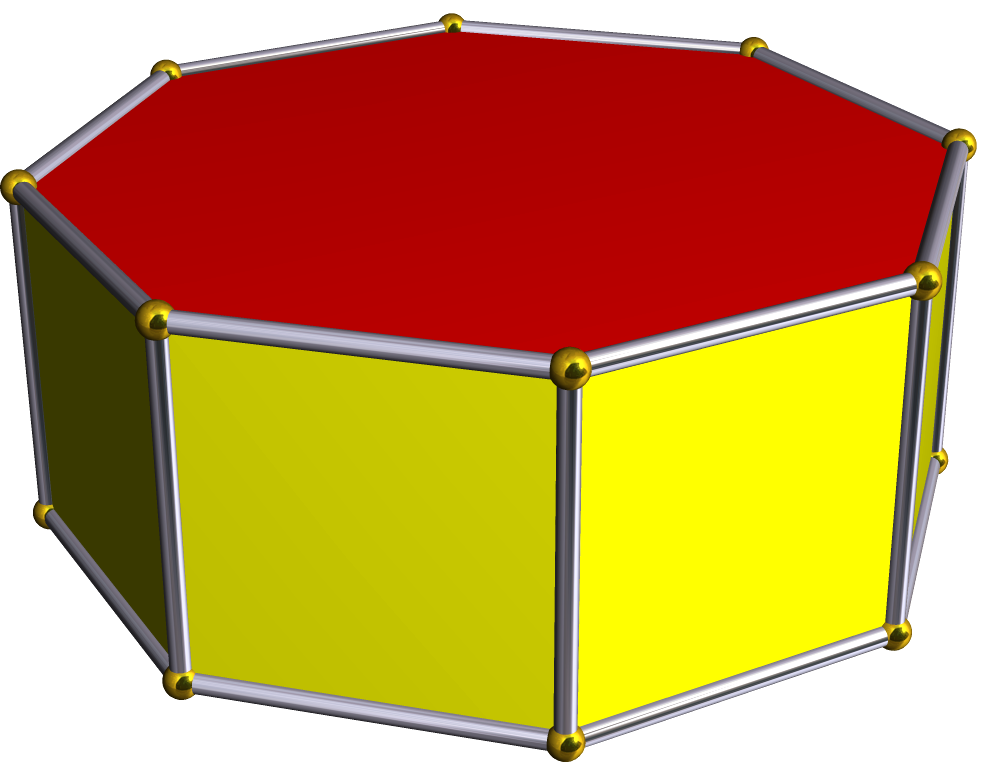
achteckiges Prisma
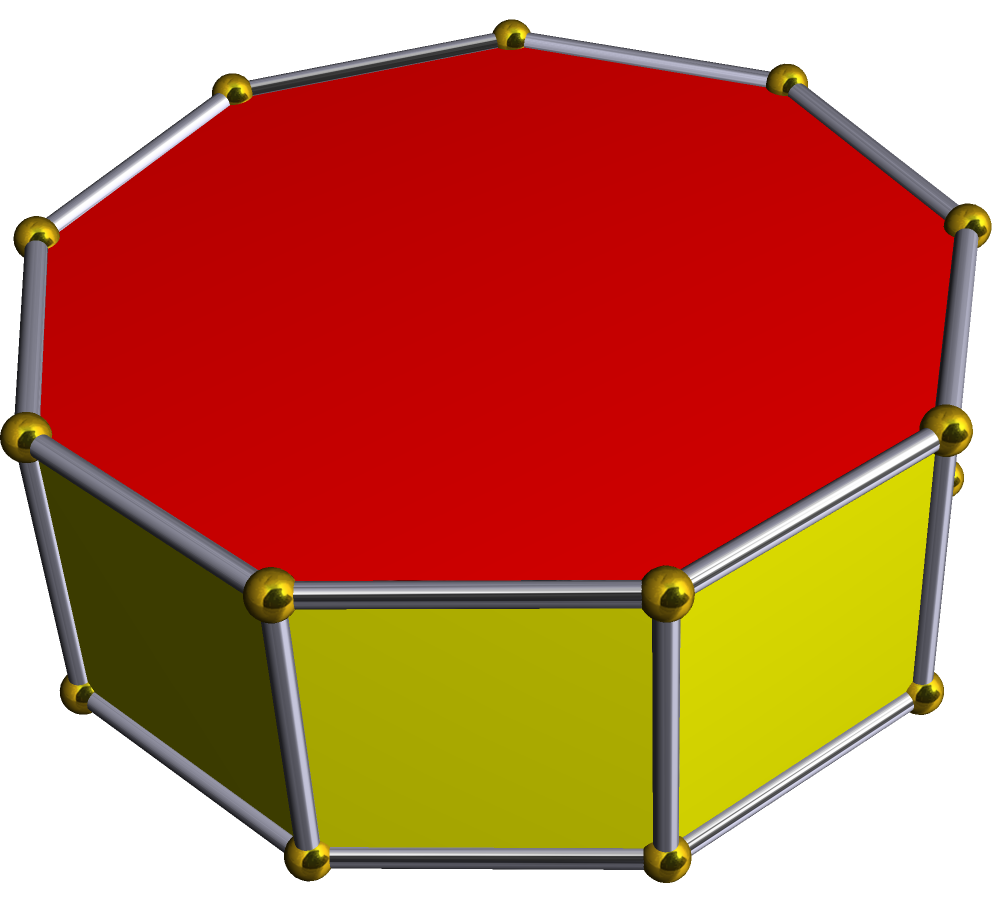
neuneckiges Prisma
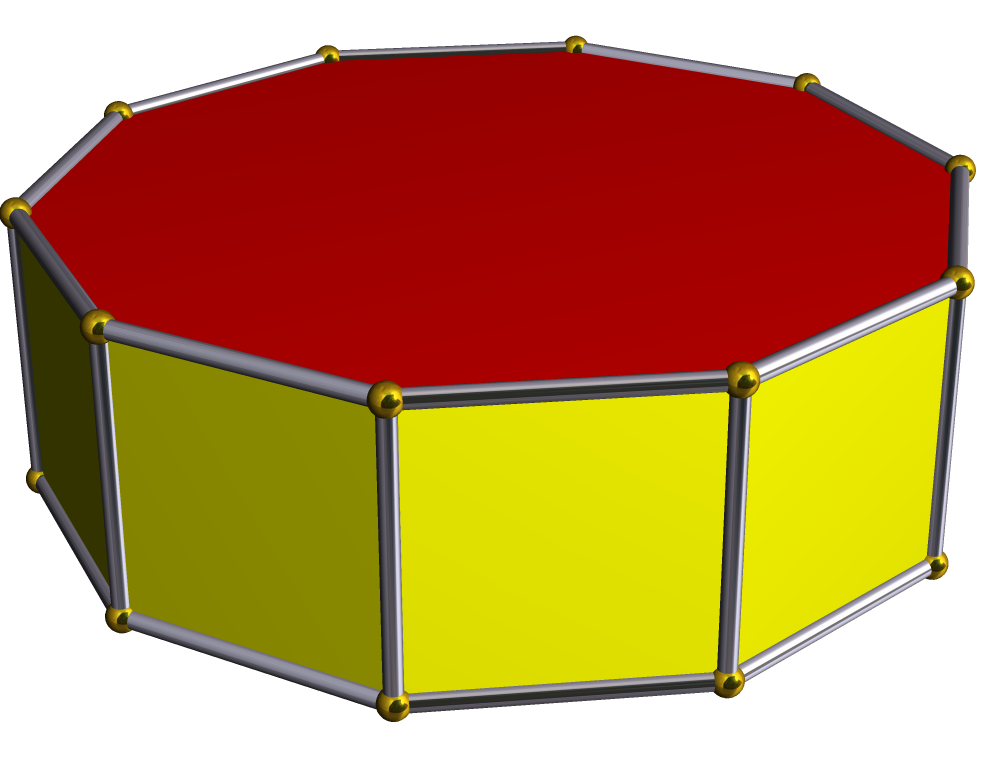
zehneckiges Prisma
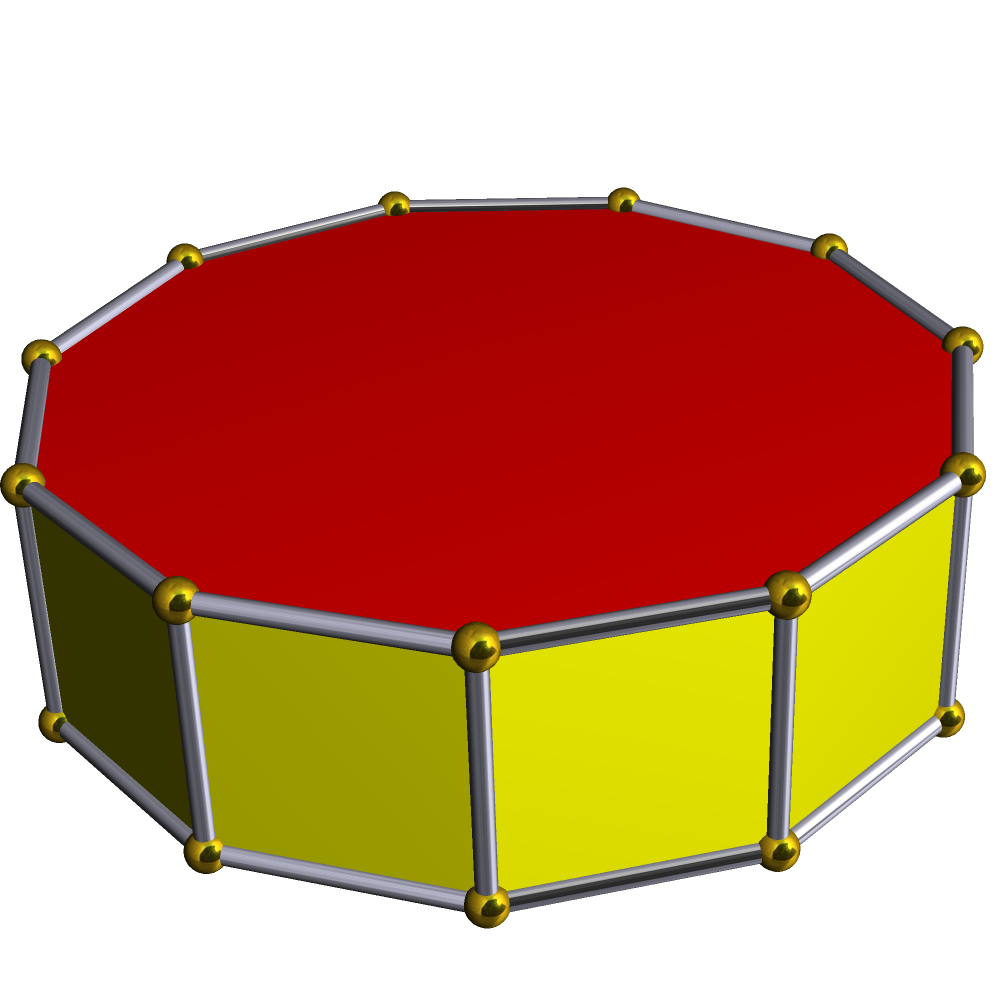
elfeckiges Prisma
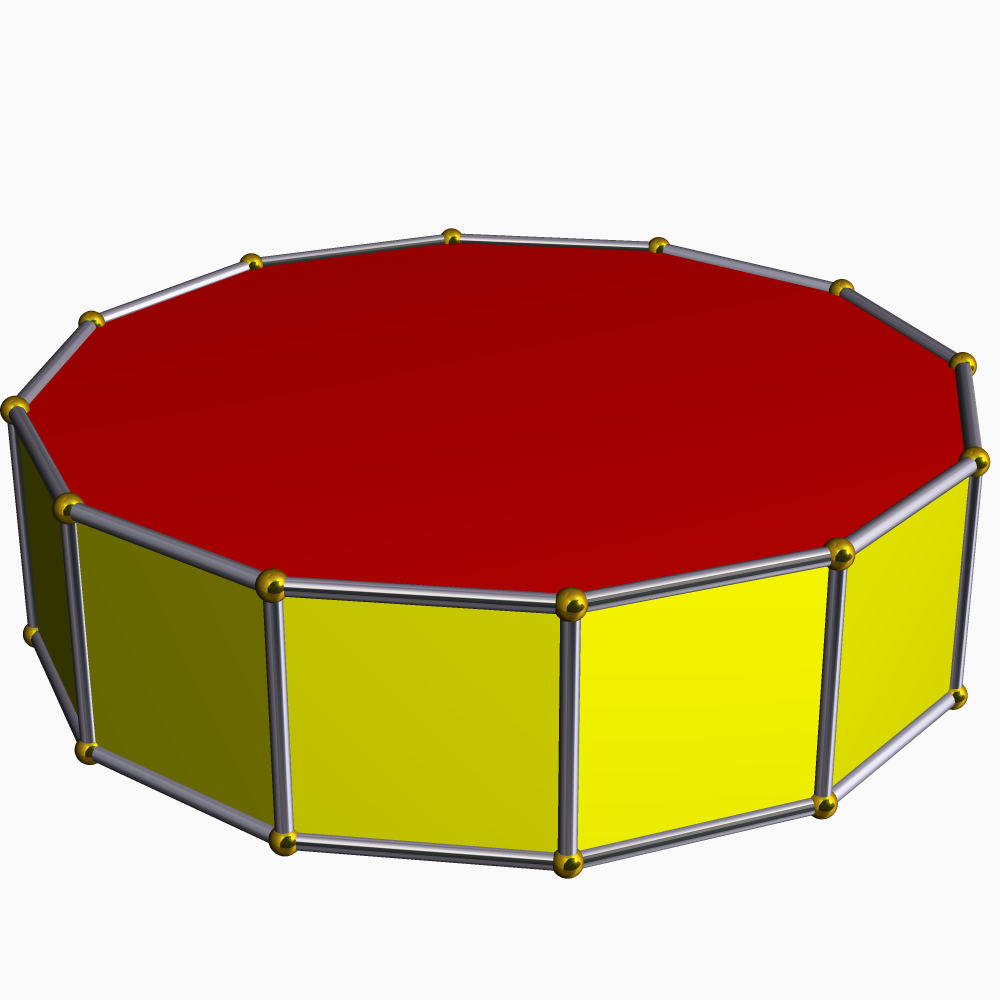
zwölfeckiges Prisma

### Formeln
|                                                                       | Allgemeiner Fall                                                                          | Quadratisches Prisma                                 | Regelmäßiges Dreiecksprisma                                       |
| Grundfläche {\displaystyle A_{g}}                                     | {\displaystyle \left({\frac {n}{4}}\cot \!{\frac {\pi }{n}}\right)a^{2}}                  | {\displaystyle a^{2}}                                | {\displaystyle {\frac {\sqrt {3}}{4}}\ a^{2}}                     |
| Volumen {\displaystyle V}                                             | {\displaystyle \left({\frac {n}{4}}\cot \!{\frac {\pi }{n}}\right)a^{2}h}                 | {\displaystyle a^{2}h}                               | {\displaystyle {\frac {\sqrt {3}}{4}}\ a^{2}h}                    |
| Oberflächeninhalt {\displaystyle O}                                   | {\displaystyle {\frac {an}{2}}\ \left(2h+a\ \cot {\frac {\pi }{n}}\right)}                | {\displaystyle 2a^{2}+4ah}                           | {\displaystyle {\frac {{\sqrt {3}}a^{2}}{2}}+3ah}                 |
| Umkugelradius {\displaystyle r_{u}}                                   | {\displaystyle {\frac {1}{2}}{\sqrt {h^{2}+{\frac {a^{2}}{\sin ^{2}{\frac {\pi }{n}}}}}}} | {\displaystyle {\frac {1}{2}}{\sqrt {h^{2}+2a^{2}}}} | {\displaystyle {\frac {1}{2}}{\sqrt {h^{2}+{\frac {4a^{2}}{3}}}}} |
| Innenwinkel der regelmäßigen Grundfläche {\displaystyle \alpha }      | {\displaystyle {\frac {n-2}{n}}\cdot 180^{\circ }}                                        | {\displaystyle 90^{\circ }}                          | {\displaystyle 60^{\circ }}                                       |
| Winkel zwischen Grundfläche und Rechtecken {\displaystyle \beta _{1}} | {\displaystyle 90^{\circ }}                                                               | {\displaystyle 90^{\circ }}                          | {\displaystyle 90^{\circ }}                                       |
| Winkel zwischen den Rechtecken {\displaystyle \beta _{2}}             | {\displaystyle {\frac {n-2}{n}}\cdot 180^{\circ }}                                        | {\displaystyle 90^{\circ }}                          | {\displaystyle 60^{\circ }}                                       |
| Raumwinkel in den Ecken {\displaystyle \Omega }                       | {\displaystyle {\frac {n-2}{n}}\cdot \pi \ \mathrm {sr} }                                 | {\displaystyle {\frac {\pi }{2}}\ \mathrm {sr} }     | {\displaystyle {\frac {\pi }{3}}\ \mathrm {sr} }                  |

## Sonderfälle und Verallgemeinerung
Besondere Formen des Prismas sind die Quader und Würfel. Bei diesen kann jede Seite als Grundfläche des Prismas aufgefasst werden.
In der Optik versteht man unter einem Prisma meistens ein gerades Prisma mit einem Dreieck als Grundfläche, siehe Prisma (Optik).
Das Prisma ist in der Mathematik ein Spezialfall des allgemeinen Zylinders und des Prismatoids.

## Symmetrie
Jedes Prisma mit einer punktsymmetrischen Grundfläche ist selbst punktsymmetrisch.

## Formeln für Volumen, Mantelfläche und Oberfläche
Das Volumen {\displaystyle V} eines Prismas ist gegeben durch
{\displaystyle V=G\cdot h},
wobei {\displaystyle G} den Flächeninhalt der Grundfläche und {\displaystyle h} die Höhe des Prismas bezeichnet. Aus dem Prinzip von Cavalieri folgt, dass zwei Prismen (etwa ein gerades und ein schiefes Prisma) bei gleicher Grundfläche und Höhe das gleiche Volumen besitzen.
Die Mantelfläche {\displaystyle M} eines geraden Prismas ist gegeben durch
{\displaystyle M=U\cdot h},
wobei {\displaystyle U} für den Umfang der Grundfläche und {\displaystyle h} für die Höhe des Prismas steht.
Die gesamte Oberfläche {\displaystyle O} eines Prismas ergibt sich aus
{\displaystyle O=2\cdot G+M},
wobei {\displaystyle G} und {\displaystyle M} dem Inhalt von Grundfläche und Mantelfläche entsprechen.

## Umkugel
Nur gerade Prismen mit einer Grundfläche, welche einen Umkreis besitzt, haben eine Umkugel. Alle regulären Prismen und alle geraden Dreiecksprismen besitzen daher eine Umkugel. Der Radius {\displaystyle R} der Umkugel bei gegebener Höhe {\displaystyle h} und gegebenem Umkreisradius {\displaystyle r} berechnet sich nach dem Satz des Pythagoras zu:
{\displaystyle R={\sqrt {r^{2}+{\frac {h^{2}}{4}}}}}

## Inkugel
Sowohl gerade wie auch schiefe Prismen können eine Inkugel haben.
Bei gegebener Höhe {\displaystyle h} eines Prismas ergibt sich der Radius {\displaystyle R} der Inkugel zu:
{\displaystyle R={\frac {h}{2}}}
Voraussetzung für die Existenz einer Inkugel:
1. Es gibt eine gedachte Ebene, die senkrecht auf allen Parallelogrammen des Mantels steht. Der Schnitt dieser Ebene mit den Parallelogrammen ergibt ein Polygon.
2. Das Polygon aus 1 besitzt einen Inkreis.
3. Der Radius dieses Inkreises beträgt {\displaystyle h/2}.

## Kantenkugel
Nur gerade Prismen mit einem regelmäßigen Polygon als Grundfläche und gleicher Länge aller Kanten haben eine Kantenkugel. Der Mantel solcher Prismen wird also aus Quadraten gebildet. Bei gegebenem Umkreisradius {\displaystyle r} ergibt sich der Radius {\displaystyle R} der Kantenkugel zu:
{\displaystyle R=r}